# Bishapur
Bishapur, anche scritto Bishâpûr, è un'antica città situata 20 km a nord di Kazerun in Iran, nella provincia di Fars, sull'antica strada che congiungeva Persis ed Elam prima, e in seguito le capitali sasanidi di Istakhr e Ctesifonte.

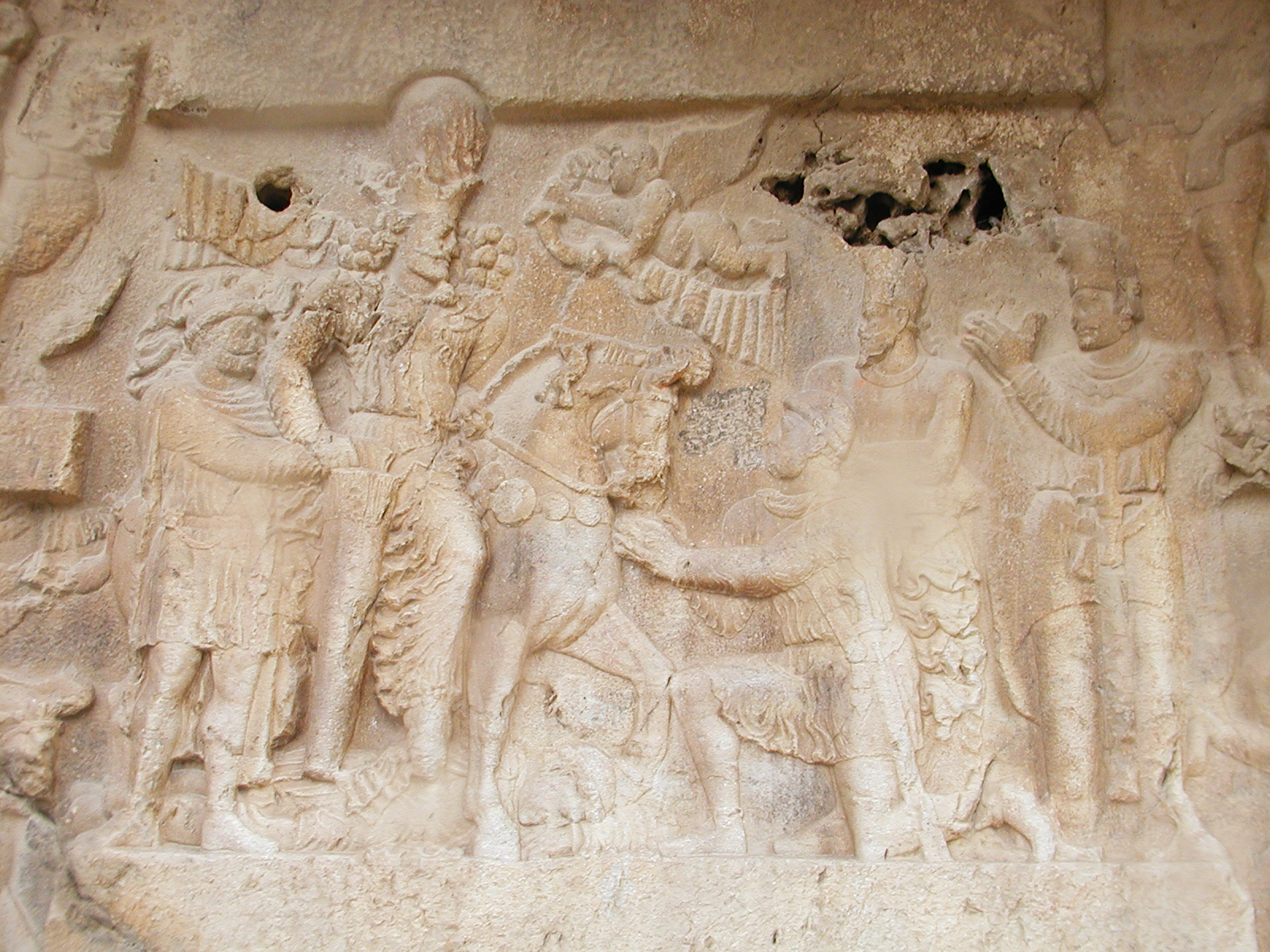
Rilievo sasanide a Bishapur

Bishapur fu costruita nei pressi dell'attraversamento di un fiume; è famosa per i monumentali rilievi sasanidi.